# Antoine Schoumsky
 (novembre 2022).
Si vous disposez d'ouvrages ou d'articles de référence ou si vous connaissez des sites web de qualité traitant du thème abordé ici, merci de compléter l'article en donnant les références utiles à sa vérifiabilité et en les liant à la section « Notes et références ».
Antoine Schoumsky, né le 3 novembre 1982 à Vincennes, est un acteur, metteur en scène, scénariste, humoriste et directeur artistique français.

## Biographie

### On n'demande qu'à en rire
En 2014, Antoine Schoumsky participe à la saison 4 de l'émission On n'demande qu'à en rire. Il a effectué au moins sept passages et a entre autres obtenu un 84/100 lors de son troisième passage.

## Théâtre
- Le Songe d'une nuit d'été de William Shakespeare
- Pierrot le fou de Jean-Luc Godard, adaptation de Louise Deschamps
- La vraie vie est ailleurs de Louise Deschamps
- Diablesses d'Ida Gordon et Aurélien Berda
- Big Manoir d'Ida Gordon et Aurélien Berda
- Contes et Chants du Soleil Levant d'Atsuko Majima
- Alice au pays des merveilles adaptation théâtrale de Jérémie Graine
- Mise en scène de Ça n'engage que moi, spectacle de Yanik
- 2003 : Rhinocéros d'Eugène Ionesco, mise en scène de lui-même
- 2005 : Une goutte de hasard écrit et mis en scène par lui-même
- 2006 : Une héroïne de trop écrit et mis en scène par lui-même
- 2008 : Le Diable en partage[2] de Fabrice Melquiot, mis en scène par Johanna Boyé
- 2012-2013 : Schoumsky au parloir, de lui-même et mise en scène de Thomas Coste
- 2015-2016 : En attendant Claire Chazal, de lui-même et mise en scène de Thomas Coste
- 2016 : Les Insolents[2]
- 2017-2025 : Princesses Leya, groupe de metal parodique
- 2024-2025 : Courgette, mise en scène Pamela Ravassard : Simon

## Filmographie

### Acteur
- 2003 : Toute une histoire : Lui à 17 ans
- 2009 : Les Ongles de Clément Deneux
- 2011-2012 : Le 65 : Antoine
- 2011-2012 : Pourkoifopas
- 2011 : On n'demande qu'à en rire (une participation dans un passage d'Arnaud Cosson et une autre en tant que candidat dans le duo Jeanne et Monsieur S.)
- 2013 : Cavaliers
- 2014 : On n'demande qu'à en rire
- 2014-2016 : Sketch Golden Moustache et Studio Movie (Voices, Badcast, Placements de Produits, Normal Activity, BrockbackMoutain Troopers...)
- 2017 : Yan, tu m'entends : Yan (court métrage)
- 2017 : Calls : Franck (saison 1, épisode 9)
- 2019 : En Famille : Un si joyeux Noël : le Père Noël ivre
- 2020: Des vacances à Tous Prix de Stevan Lee Mraovitch : Toussaint
- 2021 : Attention au départ ! de Benjamin Euvrard : ?
- 2021 : Mince alors 2 ! de Charlotte de Turckheim : ?
- 2023 : Tandem de Denis Thybaud : Martin Kerbel
- 2025 : Meurtres à Honfleur de Christelle Raynal : Delauney

### Scénariste
- 2009 : Obama e(s)t moi
- 2009-2012 : Gorg et Lala
- 2013 : Le Donjon Naheulbeuk
- 2014-2015 : Jamie a des Tentacules ! (dessin Animé) / Trolls (dessin Animé)
- 2014-2016 : Sketchs Golden Moustache et Studio Bagel
- 2017 : Yan, tu m'entends
- 2020 : Roger et ses humains
- 2023 : Les Schtroumpfs (série) : double épisode spécial Les Grands Jeux Schtroumpfs
- 2025 : Les Légendaires

## Doublage

### Cinéma

#### Films
- John Magaro dans (5 films) :
  - War Machine (2017) : Cory Staggart
  - Overlord (2018) : Tibbet
  - Many Saints of Newark - Une histoire des Soprano (2021) : Silvio Dante
  - The Birthday Cake (2021) : Joey
  - 5 septembre (2024) : Geoffrey Mason
- Ben Schwartz dans (5 films) :
  - Happy Anniversary (en) (2018) : Sam
  - Flora et Ulysse (2021) : George Buckman
  - Music (2021) : Rudy
  - Renfield (2023) : Teddy Lobo
  - Die Hart 2 (2024) : Andre
- Donnie Yen dans (4 films) :
  - Rogue One: A Star Wars Story (2016) : Chirrut Îmwe
  - xXx : Reactivated (2017) : Xiang
  - Mulan (2020) : le commandant Tung
  - John Wick : Chapitre 4 (2023) : Caine
- Bill Skarsgård dans :
  - Ça (2017) : « Ça » / Grippe-Sou, le clown dansant
  - Ça : Chapitre 2 (2019) : « Ça » / Grippe-Sou, le clown dansant
  - Barbare (2022) : Keith
- Tom Bennett dans :
  - David Brent: Life on the Road (en) (2016) : Nigel Martin
  - Love and Friendship (2016) : Sir James Martin
- Nick Mohammed dans :
  - Absolutely Fabulous, le film (2016) : Casper
  - Deep Cover (2025) : Hugh
- Kumail Nanjiani dans :
  - Les Éternels (2021) : Kingo
  - SOS Fantômes : La Menace de glace (2024) : Nadeem Razmaadi
- John Bradley-West dans :
  - Marry Me (2022) : Collin Calloway
  - Les Aventures des enfants du chemin de fer (en) (2022) : Richard Perks
- Ramy Youssef dans :
  - Pauvres Créatures (2023) : Max McCandless
  - Mountainhead (en) (2025) : Jeffrey « Jeff » Abredazi
- 1998[n 1] : Sexcrimes : ? (?)
- 2006 : Le Pacte du sang : Tyler Simms (Chace Crawford)
- 2009 : Bright Star : Joseph Severn (Samuel Barnett)
- 2010 : Le Secret de Charlie : Alistair Wooley (Augustus Prew)
- 2011 : Anonymous : ? (?)
- 2012 : Contrebande : Danny Raymer (Lukas Haas)
- 2012 : Türkisch für Anfänger : Cem Oztürk (Elyas M'Barek)
- 2013 : C'est la fin : Jay Baruchel[n 2] (Jay Baruchel)
- 2014 : Night Call : Rick (Riz Ahmed)
- 2014 : Braquage à l'américaine : James Caley (Hayden Christensen)
- 2015 : Outside the Box : Frederick Schopner (Volker Bruch)
- 2015 : Le Pont des espions : le policier de New York en colère (Tracy Howe)
- 2016 : The Forest : Michi (Yukiyoshi Ozawa (en))
- 2017 : Ça : le lépreux (Javier Botet)
- 2017 : Blade Runner 2049 : l'employé de Luv (Tómas Lemarquis)
- 2017 : Blade of the Immortal : Shira (Hayato Ichihara)
- 2017 : Logan Lucky : Fish Bang (Jack Quaid)
- 2018 : Deadpool 2 de David Leitch : Daniel, le chef méthodique du personnel (Nikolai Witschl)
- 2019 : Boi : Boi (Bernat Quintana)
- 2019 : Le Cas Richard Jewell : Dave Dutchess (Niko Nicotera)
- 2020 : Tyler Rake : Yaz Kahn (Adam Bessa)
- 2020 : Artemis Fowl : Briar Cudgeon (Joshua McGuire)
- 2020 : Jingle Jangle : Un Noël enchanté : Buddy 3000 (Tobias Poppe) (voix)
- 2020 : Anastasia : Once Upon a Time : Lenin (Jo Koy)
- 2021 : Palmer : ? (?)
- 2021 : Silk Road : Max (Daniel David Stewart)
- 2021 : Jagame Thandhiram : Suruli (Dhanush)
- 2021 : L'Amour complexe : Christian (Alexander Hodge)
- 2021 : The King's Man : Première Mission : l'officier britannique (Alexander Cobb (en))
- 2022 : I Want You Back (en) : Logan (Manny Jacinto)
- 2022 : Quatre moitiés : Luca (Flavio Furno)
- 2022 : Tic et Tac, les rangers du risque : Tac (Andy Samberg) (voix)
- 2022 : Le Haut du panier : Oscar (Raúl Castillo)
- 2022 : Là où chantent les écrevisses : Eric Chastain (Eric Ladin)
- 2022 : Run & Gun : Lupe (Rafael Cebrián)
- 2022 : Shotgun Wedding : Ricky Silver (Desmin Borges (en))
- 2022 : The People We Hate at the Wedding (en) : Dominic (Karan Soni)
- 2022 : The Fabelmans : le deuxième vendeur de caméra (Ezra Buzzington)
- 2022 : La Forêt silencieuse (de) : Rupert Gollas (Noah Saavedra (de))
- 2023 : The Adults (en) : Eric (Michael Cera)
- 2023 : Tetris : Dennis Jackson (Miles Barrow)
- 2023 : Ghosted : Marco (Marwan Kenzari)
- 2023 : Beau Is Afraid : le livreur UPS (Bill Hader)
- 2023 : Séminaire : Jonas (Adam Lundgren)
- 2024 : Jamais plus : Marshall (Hasan Minhaj)
- 2025 : Ravage : ? (?)
- 2025 : A Working Man : ? (?)
- 2025 : Lilo et Stitch : l'agent Pikly (Billy Magnussen) (voix)
- 2025 : Happy Gilmore 2 : Billy Jenkins (Haley Joel Osment)

#### Films d'animation
- 2016 : Ballerina : Rudolph (création de voix)
- 2016 : Cigognes et compagnie : Douglas
- 2017 : Le Grand Méchant Renard et autres contes : le canard (création de voix)
- 2017 : L'Étoile de Noël : Bo, l'âne[n 3]
- 2018 : Sherlock Gnomes : Moriarty[n 4]
- 2018 : Hôtel Transylvanie 3 : Des vacances monstrueuses : les Gremlins
- 2019 : Manou à l'école des goélands : Yusuf
- 2019 : La Famille Addams : oncle Fétide[n 5]
- 2019 : Playmobil, le film : ?
- 2019 : Spycies : Cap (création de voix)
- 2020 : Pets United : L'union fait la force : Ciborg[n 6]
- 2021 : Les Mitchell contre les machines : Déborah-Tronique 5000[n 7]
- 2021 : La Pat' Patrouille : Le Film : Rocket
- 2021 : La Famille Addams 2 : Une virée d'enfer : oncle Fétide[n 5]
- 2021 : Retour au bercail : Dave
- 2022 : Hopper et le Hamster des ténèbres : Barry (création de voix)
- 2022 : Les Bad Guys : le professeur Marmelade[n 8]
- 2022 : Krypto et les Super-Animaux : Keith le cochon d'Inde[n 9]
- 2022 : Samouraï Academy : Hank[n 10]
- 2022 : Tobie Lolness : Limeur (création de voix)
- 2023 : Le Roi singe : le Roi singe[n 11]
- 2023 : Le Grand Magasin : M. Furet
- 2025 : Les Schtroumpfs, le film : ?
- 2025 : Les Bad Guys 2 : le professeur Marmelade[n 8]

### Télévision

#### Téléfilms
- Jonathan Bennett dans :
  - Accusée par erreur (2013) : Ben
  - Ma fille, accusée de meurtre (2017) : Ben Saverin
  - Mon mariage surprise (2017) : Danny
- 2010 : Le Pacte de grossesse : Jesse Moretti (Max Ehrich)
- 2012 : La Tour : Stefan Kretzschmar (Antonio Wannek)
- 2015 : November Rule : Kareem (DJ Qualls)
- 2016 : Grease: Live! : Kenickie (Carlos PenaVega)
- 2019 : Les Enfants maudits : Une nouvelle famille : Drake (Ben Sullivan)
- 2020 : Noël, mon boss et moi : Lyle (Darren Martens)

#### Séries télévisées
- John Magaro dans (6 séries) :
  - New York, unité spéciale (2015) : Keith Musio (saison 17, épisode 4)
  - The Good Wife (2015-2016) : Roland Hlavin (saison 7)
  - Crisis in Six Scenes (2016) : Alan Brockman (mini-série)
  - Angie Tribeca (2016) : Snick (saison 2, épisode 8)
  - Jack Ryan (2018) : Victor Polizzi (saison 1)
  - The Agency (depuis 2024) : Owen Taylor
- Ben Schwartz dans (5 séries) :
  - Parks and Recreation (2010-2015) : Jean-Ralphio Saperstein (20 épisodes)
  - Space Force (2020-2022) : F. Tony Scarapiducci (17 épisodes)
  - Allô la Terre, ici Ned (en) (2020) : Ben Schwartz / le faux Ned (épisode 14)
  - Calls (2021) : Andy (voix - saison 1, épisode 2)
  - The Afterparty (2022-2023) : Yasper (9 épisodes)
- Carlos Valdes dans (5 séries) :
  - Arrow (2014-2018) : Cisco Ramon (2e voix, 6 épisodes)
  - Flash (2014-2021) : Cisco Ramon / Vibe (147 épisodes)
  - Legends of Tomorrow (2016-2017) : Cisco Ramon / Vibe (3 épisodes)
  - Supergirl (2016-2018) : Cisco Ramon / Vibe (3 épisodes)
  - Gaslit (2022) : Paul Magallanes (mini-série)
- Desmin Borges (en) dans (4 séries) :
  - You're the Worst (2014-2019) : Edgar Quintero (62 épisodes)
  - Madam Secretary (2017) : Miguel Briseño (saison 4, épisode 8)
  - Utopia (2020) : Wilson Wilson (8 épisodes)
  - The Time Traveler's Wife (2022) : Gomez (3 épisodes)
- Manny Jacinto dans :
  - The Good Place (2016-2020) : Jason Mendoza / Jianyu Li (50 épisodes)
  - Brand New Cherry Flavor (2021) : Chris « Code » (mini-série)
  - Nine Perfect Strangers (2021) : Yao (mini-série)
  - The Acolyte (2024) : Qimir (mini-série)
- Patrick J. Adams dans :
  - Suits : Avocats sur mesure (2011-2019) : Mike Ross
  - L'Étoffe des héros (2020) : John Glenn
  - Une équipe hors du commun (2022) : Charlie (4 épisodes)
- Kumail Nanjiani dans :
  - The Twilight Zone : La Quatrième Dimension (2019) : Samir Wassan
  - Obi-Wan Kenobi (2022) : Haja Estree (mini-série)
  - Welcome to Chippendales (2022-2023) : Somen « Steve » Banerjee (mini-série)
- Eric Ladin (en) dans :
  - Big Love (2010) : Dr Roquet
  - The Killing (2011-2012) : Jamie Wright
- Joshua McGuire dans :
  - The Hour (2011-2012) : Isaac Wengrow
  - Lovesick (2014-2020) : Angus
- Alexander Cobb (en) dans :
  - Indian Summers (2015-2016) : Ian McLeod (17 épisodes)
  - Les Enquêtes de Vera (2020) : David Walken (saison 10, épisode 2)
- Max Deacon dans :
  - The Collection (2016) : Billy Novak
  - Tracker (2025) : Peter Bronwen (saison 2, épisode 17)
- Freddie Highmore dans :
  - Good Doctor (2017-2024) : Dr Shaun Murphy (126 épisodes)
  - The Assassin (2025) : Edward
- Nick Mohammed dans :
  - Intelligence (2020-2021) : Joseph Harries
  - Douglas Is Cancelled (2024) : Morgan (mini-série)
- David Rysdahl dans :
  - Fargo (2023-2024) : Wayne Lyon (saison 5)
  - Alien: Earth (2025) : Arthur Sylvia
- 2006 : Les Bonheurs de Sophie : Leandre Lehnhard (Hannes Wegener (de))
- 2006-2013 : The IT Crowd : Maurice Moss (Richard Ayoade)
- 2008 : Lipstick Jungle : Les Reines de Manhattan : Josh (Seth Kirschner)
- 2008-2009 : Tout le monde déteste Chris : Walter Dickerson (B. J. Britt)
- 2008-2013 : 90210 Beverly Hills : Nouvelle Génération : Ty Collins (Adam Gregory)
- 2009-2010 : Caprica : Serge (Jim Thomson)
- 2010 : Hawthorne : Infirmière en chef : Marcus Leeds (Collins Pennie)
- 2010-2012 : Les Spécialistes : Investigation scientifique : le sous-lieutenant Sébastien Cecchi (Primo Reggiani (it))
- 2010-2015 : Glee : Sam Evans (Chord Overstreet) (91 épisodes)
- 2010-2017 : Pretty Little Liars : Lucas Gottesman (Brendan Robinson) (34 épisodes)
- 2011 : Terra Nova : Mark Reynolds (Dean Geyer)
- 2011 : Lights Out (en) : Mike Fumosa (Ben Shenkman)
- 2011 : Psych : Enquêteur malgré lui : Jerry Kincaid (Tony Hale)
- 2011 : Borgia : le cardinal Jean de Médicis (John Bradley-West) (5 épisodes)
- 2011-2012 : Gentleman : mode d'emploi : Andrew Carlson (David Hornsby)
- 2011-2015 : Parks and Recreation : Orin (Eric Isenhower) (9 épisodes)
- 2012-2015 : Montalbano, les premières enquêtes : Mimi Augello (Alessio Vassallo)
- 2013 : Black Mirror : Ash (Domhnall Gleeson) (saison 2, épisode 1)
- 2013-2015 : Reign : Le Destin d'une reine : Nostradamus (Rossif Sutherland)
- 2013-2015 : Journal d'une ado hors norme : Arnold « Chop » Peters (Jordan Murphy)
- 2014 : Gracepoint : Vince Novik (Stephen Louis Grush) (mini-série)
- 2015 : River : Christopher Riley (Josef Altin)
- 2016 : Good Behavior (en) : Todd (Drew Matthews)
- 2016 : Lucky Man : Paul Lermentov (Mark Quartley)
- 2016-2017 : Man vs Geek : Clark Roberts (Christopher Mintz-Plasse)
- 2017 : Making History : Dean Wiley (Sean Clements)
- 2017-2020 : Greenhouse Academy : Jason Osmond (Yftach Mizrahi)
- 2017-2020 : Dark : Bernd Doppler (1953) (Anatole Taubman)
- depuis 2017 : The Orville' : le lieutenant Gordon Malloy (Scott Grimes)
- 2019 : Catch-22 : Milo Minderbinder (Daniel David Stewart (en)) (mini-série)
- 2019 : Mindhunter : l'inspecteur Art Spencer (Nate Corddry (en)) (saison 2)
- 2020 : Katy Keene : Jorge / Ginger Lopez (Jonny Beauchamp)
- 2020-2021 : S.W.A.T. : l'officier Lee Durham (Adam Aalderks) (saison 4)
- 2020-2023 : Sweet Home : Kang Seung Wan (Woo Jung-kook)
- 2021 : Snabba Cash : Salim (Alexander Abdallah)
- 2021 : Gaufrette et Mochi (en) : une marionnette (André Dubalai) (voix) et Manuel Choqque Bravo (Manuel Choqque Bravo)
- 2021 : Hellbound : Lee Dong-wook (Kim Do-yoon) (6 épisodes)
- 2021-2023 : Young Rock : Randall Park (Randall Park) (29 épisodes)
- depuis 2021 : Acapulco : Hector (Rafael Cebrián)
- 2022 : The Guardians of Justice : Logan Lockwood (Adi Shankar)
- 2022 : Clark : Kurre Räven (Adam Lundgren) (mini-série)
- 2022 : The Pentaverate : le mentor (Gregory Hoyt) (mini-série)
- 2022 : Le Cabinet de curiosités de Guillermo del Toro : ? (?) (épisode 2), Randall Roth (Eric André) (épisode 7) (mini-série)
- 2022 : Il était une fois sur la nationale 1 : Dusty [Qui ?]
- 2022 : Ozark : le shérif-adjoint Ronnie Wycoff (Brad Carter (en))
- 2022 : Players (en) : Kobe (Sam Hartman-Kenzler)
- 2022 : King of Stonks (de) : Marco (Julian Sark (de)) (mini-série)
- 2022-2023 : Our Flag Means Death : « Le Suédois » (Nat Faxon) (11 épisodes)
- 2023 : Faux (en) : Firoz (Bhuvan Arora)
- 2023 : The Nurse : Niels Lundén (Peter Zandersen) (mini-série)
- 2023 : Good Omens : ? (?) (saison 2)
- 2023 : Le Continental : D'après l'Univers de John Wick : Ronnie (Chris Ryman) (mini-série)
- 2023 : The Righteous Gemstones : Chuck Montgomery (Lukas Haas) (saison 3)
- 2023 : Sans laisser de traces (es) : ? (?)
- 2023 : Bodies : Gabriel Defoe (Tom Mothersdale) (mini-série)
- 2023 : Reacher : A.M. (Ferdinand Kingsley) (saison 2)
- 2023 : Poker Face : Gavin (Nicholas Cirillo) (saison 1, épisode 4)
- 2024 : Detective Forst (en) : Staszek Kowalik (Szymon Wróblewski)
- 2024 : Sexy Beast (en) : Don Logan (Emun Elliott)
- 2024 : Mister Spade : George Fitzsimmons (Matthew Beard) (mini-série)
- 2024 : Trigger Point (en) : Nick Hood (Thom Ashley) (saison 2)
- 2024 : Shardlake : Détective de l'ombre (en) : Mortimus, le prieur (Brian Vernel) (mini-série)
- 2024 : Maxton Hall : Le monde qui nous sépare : Cyril Vega (Ben Felipe)
- 2024 : Like a Dragon: Yakuza : l'inspecteur Makoto Date (Subaru Shibutani) (mini-série)
- 2025 : Dying for Sex : Noah (Kelvin Yu (en)) (mini-série)
- 2025 : Government Cheese (en) : Jean-Guy (Louis Cancelmi (en))
- 2025 : The Studio : Ramy Youssef (Ramy Youssef) (saison 1, épisode 9)
- 2025 : Adults : Le Point [Qui ?] et Brian (John Paul Reynolds)

#### Séries d'animation
- 2006 : Death Note : voix additionnelles
- 2008 : Allô Hana : voix additionelles
- 2013-2015 : Sanjay et Craig : Hector (1re voix, saisons 1 et 2)
- 2018 : Final Space : Lord Commander et Tribore (1re voix, saison 1)
- 2018-2020 : Baki : voix additionnelles
- 2018-2021 : Roger et ses humains : Hugo (web-série)
- depuis 2018 : Anatole Latuile : M. Auxaguet, le directeur de l'école (création de voix)
- 2019 : Désenchantée : voix additionnelles
- 2019[n 12] : Demon Slayer: Kimetsu no Yaiba : Genya et la 3e lune inférieure
- 2019 : Ernest et Rebecca : Ernest (création de voix)
- 2019-2020 : Garfield Originals : bruitages divers (création de voix)
- 2021-2023 : Horimiya : Shū Iura
- depuis 2021 : Les Schtroumpfs : le Schtroumpf à Lunettes et le Schtroumpf Poète (création de voix)
- 2022 : La Vie en slip : Jipe (création de voix)
- 2022 : The Boys présentent : Les Diaboliques : Vik[n 13]
- depuis 2022 : La Légende de Vox Machina : Scanlan[n 14]
- 2023 : Star Wars: The Bad Batch : TAY-0[n 15]
- 2023 : SuperChatons : Eddie et Zora
- 2023 : Digman! (en) : Zane Troy
- 2023 : Gustave : divers personnages (création de voix)
- 2023 : Invincible : Luolzon / Séance Dog[n 16]
- 2023 : Karaté Mouton : Trico (onomatopées)
- 2023 : Les Plus Belles Histoires de Quentin Blake : Perroquet, Paolo, Chevalier rouge, le barde, le deuxième voleur, le quatrième marin, George et Tommaso
- 2023 : Tobie Lolness : Limeur (création de voix)
- 2023-2024 : Undead Unluck : M. Shen
- 2024 : Dora : Chipeur
- 2024 : Quality Assurance in Another World (en) : Haga
- 2024 : Dead Cells : Immortalis : Annulum et Alchimiste (création de voix, mini-série)
- 2024 : Mille Bornes Challenge : Alex et Charlie (création de voix)
- 2024 : Jentry Chau, une ado contre les démons (en) : Ed[n 17]
- 2024 : Rêves Productions (en) : Kenny « Xeni » Dewberry[n 8] (mini-série)
- 2025 : #1 Happy Family USA (en) : Rumi Hussein et Hussein Hussein[n 18]
- 2025 : Astérix et Obélix : Le Combat des chefs : le légionnaire « Tous sauf un » (création de voix)
- 2025 : Belfort et Lupin : Bazire

### Jeux vidéo
- 2017 : Star Wars Battlefront II : voix additionnelles
- 2018 : Far Cry 5 : voix additionnelles
- 2019 : Anthem : Sev
- 2019 : Final Fantasy XIV: Shadowbringers : Moren le bibliothécaire dans la ville de Cristarium
- 2019 : Man of Medan : Conrad[3]
- 2020 : Final Fantasy VII Remake : Burke
- 2020 : Mafia: Definitive Edition : voix additionnelles
- 2020 : Crash Bandicoot 4: It's About Time : Lani-Loli
- 2020 : Assassin's Creed Valhalla : Alduini et voix additionnelles
- 2021 : Ratchet and Clank: Rift Apart : voix additionnelles
- 2021 : Les Schtroumpfs : Mission Malfeuille (en) : les Schtroumpfs à lunettes et bêta
- 2021 : It Takes Two : Cody
- 2021 : New World : divers personnages
- 2022 : Horizon Forbidden West : voix additionnelles
- 2023 : Starfield : Matteo
- 2023 : Les Schtroumpfs 2 : Le Prisonnier de la Pierre verte : Schtroumpf à lunettes et Schtroumpf poète
- 2024 : Final Fantasy VII Rebirth : voix additionnelles

### Attractions
- 2019 : Attention Menhir au Parc Astérix : Petitbonus

### Direction artistique

#### Films d'animation
- 2023 : Un Noël façon Bad Guys (en) (court métrage, avec Valérie Siclay)

#### Séries d'animation
- 2023-2024 : Wakfu (avec Céline Ronté, saison 4 et OAV)
- 2025 : Bestiale (avec Céline Ronté)
- 2025 : Le Roi loup (en) (avec Céline Ronté)

#### Jeux vidéo
- 2023 : Les Schtroumpfs 2 : Le Prisonnier de la Pierre verte (avec Valérie Siclay)